# Wuppertaler Sport-Verein
El Wuppertaler Sport-Verein és un club de futbol alemany de la ciutat de Wuppertal.

## Història
El club va ser fundat el 1954 per la fusió de TSG Vohwinkel i SSV Wuppertal i més tard amb Borussia Wuppertal. TSG fou un destacat club gimnàstic des de 1880. SSV va néixer el 1904 practicant els esports d'hivern (Bergischer Wintersport-und SV 04 Elberfeld, esdevenint SSV Elberfeld el 1905).

## Palmarès
- Regionalliga West: 
  - 1971-72
- Oberliga Nordrhein: 
  - 1990, 1992, 2000, 2003
- Oberliga Niederrhein: 
  - 2016
- Niederrheinpokal: 
  - 1999, 2000, 2005, 2007